# Polyconia caroli
Polyconia caroli là một loài bọ cánh cứng trong họ Chrysomelidae. Loài này được Leprieur miêu tả khoa học năm 1883.